# Berufliche Grundbildung
Die berufliche Grundbildung schliesst in der Schweiz an die obligatorische Schule oder an eine gleichwertige Qualifikation an. Sie ermöglicht den Jugendlichen einen Einstieg in die Arbeitswelt und sorgt so zugleich für den Nachwuchs an qualifizierten Fachkräften. Sie ist arbeitsmarktbezogen und Teil des schweizerischen Berufsbildungssystems. Die Entsprechung in Deutschland ist die Berufsausbildung.
In der Schweiz können über 200 Berufe, meist in einem dualen System gelernt werden. Dabei stehen folgende Berufsfelder zur Verfügung: gewerbliche-industrielle Berufe, kaufmännische Berufe und Detailhandel, Gesundheitsberufe, Berufe der Land- und Forstwirtschaft, soziale Berufe und Gestaltungsberufe.
Nebst der klassischen Ausbildung in einem Betrieb kann die berufliche Grundbildung auch in einem schulischen Vollzeitangebot wie Lehrwerkstätte oder Handelsmittelschule absolviert werden. Rund zwei Drittel der Jugendlichen entschieden sich in den letzten Jahren für eine Berufsbildung. 90 % der Jugendlichen in der Schweiz verfügen, gemäss dem schweizerischen Bundesamt für Statistik, über einen Abschluss auf der Sekundarstufe II (ISCED 3; als Zweitausbildung: ISCED 4).

## Berufliche Grundbildung im Bundesgesetz der Schweiz über die Berufsbildung
Nach dem schweizerischen Bundesgesetz über die Berufsbildung (BBG) dient die berufliche Grundbildung der Vermittlung und dem Erwerb von Fähigkeiten, Kenntnissen und Fertigkeiten, die für eine Berufsausübung notwendig sind.
Dabei geht es insbesondere um die Vermittlung und den Erwerb von:
- berufsspezifischen Qualifikationen, die zur kompetenten und sicheren Berufsausübung beitragen
- grundlegender Allgemeinbildung, die einen Zugang zur Berufswelt und Integration in die Gesellschaft unterstützt
- wirtschaftlichen, ökologischen, sozialen und kulturellen Fähigkeiten
- Ressourcen zu lebenslangem Lernen sowie selbständigem Urteilen und Entscheiden.

Als Rechtsgrundlage für die Berufsbildung dienen neben dem BBG auch Bestimmungen über den Lehrvertrag im Obligationenrecht (OR) sowie Bestimmungen zum Jugendgesetz, welche im Arbeitsrecht verankert sind.

### Rechtsgrundlage in der Schweiz
Berufsbildungsgesetz: BBG SR 412.10 Art. 15, 16, 17, 18, 25, 37, 38,39 ; Berufsbildungsverordnung: BBV Art. 6, 10

## Bildungstypen und Dauer
Eine berufliche Grundbildung dauert 2 bis 4 Jahre. Sie dient der Vermittlung der Qualifikation zur Ausübung eines bestimmten Berufes und bietet Zugang zur höheren Berufsbildung. Die Abschlussprüfungen werden kantonal geregelt, die Ausweise für die Abschlüsse jedoch auf Bundesebene.
Folgende Wege stehen dabei den Berufslernenden offen:

### Zweijährige berufliche Grundbildung
Eine zweijährige Grundbildung, wie z. B. die zum Automobil-Assistenten, schliesst mit einem eidgenössischen Berufsattest ab. Dies ermöglicht es schulisch Schwächeren, einen anerkannten Abschluss mit einem eigenständigen Berufsprofil zu erreichen, der bei der nötigen Eignung auch den Zugang zu einer drei- bis vierjährigen Grundbildung bietet.

### Drei- oder vierjährige berufliche Grundbildung
Die drei- bis vierjährige Grundbildung, z. B. Polymechaniker (vierjährig) oder Fachperson Betreuung (dreijährig) führt zu einem eidgenössischen Fähigkeitszeugnis (EFZ). Sie dient der Vermittlung der Qualifikationen zur Ausübung eines bestimmten Berufs und bietet Zugang zur höheren Berufsbildung.

### Eidgenössische Berufsmaturität
Zusätzlich zur drei- bis vierjährigen Grundbildung kann die Berufsmittelschule, bei welcher eine erweiterte Allgemeinbildung vermittelt wird, besucht und somit die eidgenössische Berufsmaturität erworben werden. Dies ermöglicht einen direkten Zugang zu den Fachhochschulen.

### Verlängerte oder verkürzte berufliche Grundbildung
Für besonders befähigte oder vorgebildete Personen sowie Personen mit Lernschwierigkeiten oder Behinderungen, kann die Dauer der beruflichen Grundbildung angemessen verlängert oder verkürzt werden.

### Berufliche Grundbildung für Erwachsene
Erwachsene können ebenfalls den Abschluss einer beruflichen Grundbildung nachholen. Dabei gibt es für einige Berufe wie der Fachperson Betreuung auch spezielle verkürzte Ausbildungen, im vorliegenden Fall eine zweijährige Ausbildung. In allen Berufen kann ein individuelles Anerkennungsverfahren durchlaufen werden.

### Qualifikationsverfahren
Es besteht die Möglichkeit, die berufliche Grundbildung mittels einer nicht formalisierten Bildung zu erweitern und mit einem Qualifikationsverfahren abzuschliessen.

### Way-up Lehre
Für Maturanden besteht mit der way-up Lehre die Möglichkeit, das Eidgenössische Fähigkeitszeugnis in zwei Jahren zu erlangen. Angeboten werden die Berufe:
- Automatiker
- Elektroniker
- Informatiker
- Konstrukteur
- Polymechaniker
- Kaufmann[2]

Die Berufsfachschule wird an zwei Tagen die Woche besucht. Die Zahl der way-up Lernenden ist (noch) gering, entsprechend ist es auch nicht immer möglich, gesonderte way-up Klassen zu bilden. In diesem Fall werden die Lernenden in die regulären Berufsfachschulklassen eingeteilt.
Im Moment werden nur wenige way-up Lehrstellen angeboten.
Die way-up Lehre wird als Praktikum für die Fachhochschule anerkannt.

## Drei Lernorte der beruflichen Grundbildung
Die reguläre berufliche Grundbildung besteht aus drei Lernorten:
1. Betrieb: Die klassische Berufliche Grundbildung findet an 3 bis 4 Tagen pro Woche in einem Lehrbetrieb (Lehrbetriebsverbund, Lehrwerkstätten) statt. Dort werden berufspraktische Kompetenzen erworben.
2. Berufsfachschule: Die allgemeine und berufskundliche schulische Bildung findet an 1 bis 2 Tagen pro Woche an einer Berufsfachschule statt.
3. Überbetriebliche Kurse: Überbetriebliche Kurse finden an einem dritten Lernort statt. Sie dienen dem Erwerb und der Vermittlung von grundlegenden Fertigkeiten und finden meist in Ausbildungszentren der ODA's (Organisationen der Arbeitswelt) oder in innerbetrieblichen Lehrwerkstätten statt.

Idealerweise arbeiten die drei Lernorte zusammen, um gemeinsam Ziele der beruflichen Grundbildung zu erreichen. Die Verantwortung für den Berufslernenden ist im Lehrvertrag geregelt und obliegt üblicherweise dem Betrieb.

## Finanzierung der Berufsbildung
Zur Finanzierung der schweizerischen Berufsbildung tragen Bund, Kantone, Organisationen der Arbeitswelt und Betriebe bei.
Öffentliche Hand: Am meisten tragen die Kantone mit über drei Viertel der Kosten des Anteils der öffentlichen Hand zur Berufsbildung bei. In den nächsten Jahren wird der Bund seinen Beitrag auf einen Viertel dieser Kosten erhöhen.
Organisationen der Arbeitswelt: Sie leisten ihren Beitrag vor allem durch Grundlagenarbeiten und Führung von eigenen Bildungsinstitutionen.
Betriebe: Eine Untersuchung der Forschungsstelle für Bildungsökonomie (Universität Bern) aus dem Jahre 2000 zeigte, dass sich die Berufsbildung für die Betriebe insgesamt lohnt. So stehen die Bruttokosten von 4,8 Milliarden Franken für die Ausbildung der Lernenden einer produktiven Leistung der Berufslernenden von 5,2 Milliarden Franken gegenüber. Anders gesagt: Die Berufslernenden selbst finanzieren ihre Ausbildung in den Betrieben durch ihre eigene Arbeit.
Branchenbezogene Berufsbildungsfond: Nur rund ein Viertel aller Betriebe bilden aus. Mit branchenbezogenen Berufsbildungsfond können gemäss Berufsbildungsgesetz auch Nicht-Verbandsmitglieder zu Solidaritätsbeiträgen verpflichtet werden.

## Regionale Unterschiede
In der Romandie und im Tessin hat die Berufslehre einen geringeren Stellenwert als in der Deutschschweiz.
In der Westschweiz gehen (verglichen mit der Deutschschweiz) weniger Schüler den Weg der Beruflichen Grundbildung und davon wiederum nur 57 % eine duale Ausbildung.
Dafür besitzen prozentual mehr Westschweizer einen Uni-Abschluss.
Als Mittel gegen die höhere (Jugend-)Arbeitslosigkeit in der Westschweiz soll das Lehrstellenangebot ausgebaut werden.